# Eleo Pomare
Eleo Pomare (Santa Marta, 20 ottobre 1937 – Manhattan, 8 agosto 2008) è stato un coreografo di danza moderna colombiano naturalizzato statunitense, noto per le sue produzioni cariche politicamente, raffiguranti l'esperienza dell'uomo di colore.

## Biografia
Nel 1947 lui e sua madre si trasferirono dalla Colombia, in Sud America, negli Stati Uniti, dove Pomare frequentò la High School of Performing Arts di New York. Fondò una compagnia nel 1958, smantellata per recarsi in Europa a studiare e per esibirsi con Kurt Jooss e Harold Kreutzberg.
Tornò poi negli Stati Uniti nel 1964, dove riportò in vita e ampliò la sua compagnia. Produzioni importanti comprendono Missa Luba nel 1965, Blues for the Jungle nel 1966 (dove ritraeva la vita ad Harlem), Las Desenamoradas nel 1967 (basato sulla commedia di Federico García Lorca La casa di Bernarda Alba, musicata da John Coltrane) e Narcissus Rising nel 1968 (un assolo sensazionale che ritrae la psicologia di un membro di una gang di motociclisti).
Pomare è spesso considerato l’uomo di colore arrabbiato della danza moderna, anche se lui non considera se stesso arrabbiato o amaro, ma piuttosto che "dice le cose come sono". "Sono etichettato... arrabbiato... perché non faccio quello che vogliono da un ballerino nero. Vogliono cose esotiche nere... Ho qualcosa da dire e voglio dirlo con onestà, con forza e senza averlo rubato, preso in prestito o incasinato."
L'impatto di Pomare come scrittore, ballerino e coreografo ha sicuramente aiutato molti a comprendere l'esperienza degli uomini di colore.
Pomare morì di cancro a Manhattan.